# Donation mobile
Le don mobile consiste à faire un don (à une organisation) en utilisant un appareil mobile. Le don mobile se fait principalement par le biais d'un SMS ou d'un appel téléphonique.

## Processus de don par mobile
Dons par SMS premium : La messagerie textuelle, ou SMS, est le principal moyen de faire des dons par téléphone mobile. Les utilisateurs de téléphones portables peuvent faire des dons en envoyant un mot clé à un code court SMS spécifique. Les mots clés sont déterminés par l'organisme de collecte de fonds et se rapportent généralement à la cause ou à l'objectif de l'organisme. Le montant des dons est prédéterminé, généralement 5 ou 10 dollars, et les utilisateurs ont souvent une limite quant au nombre de micro-dons (en) qu'ils peuvent envoyer par SMS à une seule campagne en un mois. Après avoir fait un don, les utilisateurs reçoivent un message de confirmation et le montant du don est ajouté à leur facture de téléphone mensuelle. Le traitement des dons peut prendre jusqu'à 90 jours.
Dons par WAP : Le don mobile peut également se faire par le biais d'un site Web WAP mobile. Les utilisateurs de téléphones portables peuvent accéder aux pages de dons WAP en envoyant un message texte spécifique à un mot-clé désigné et en recevant en réponse un lien vers la page, ou en naviguant vers la page à partir d'un site de référence. Lorsqu'ils atteignent la page de don WAP, les utilisateurs sont invités à saisir leur numéro de téléphone portable. Les dons sont confirmés par un message texte envoyé au téléphone portable du donateur, et le don est ajouté à la facture mensuelle de téléphone du donateur.

## Campagnes mobiles de collecte de fonds
Dans le cadre de la campagne Text 2HELP 2008, la Croix-Rouge américaine, en collaboration avec la Wireless Foundation, a collecté plus de 190 000 USD grâce à 38 091 messages texte pour venir en aide aux victimes de catastrophes naturelles comme les ouragans Gustav et Ike. En Afrique du Sud, l'organisation caritative de Nelson Mandela a collecté 85 000 USD en juillet 2008 avec la coopération de Zain, un opérateur mobile sud-africain, en utilisant le 90e anniversaire de Mandela comme « appel à donner » ; les sympathisants du monde entier pouvaient envoyer un souhait d'anniversaire par SMS et faire un don en même temps.

## Inconvénients des dons par téléphone portable
Les dons par téléphone portable peuvent être un moyen pratique de faire des dons à des organismes de bienfaisance, mais le groupe de surveillance des organismes de bienfaisance, l'American Institute of Philanthropy, a mis en garde contre certains pièges, notamment le fait que les fournisseurs de services peuvent facturer des frais ou prélever une partie des dons. L'AIP prévient également qu'il peut s'écouler jusqu'à 120 jours avant qu'un organisme de bienfaisance ne reçoive réellement un don par texto et que les opérateurs de téléphonie mobile peuvent limiter le nombre de fois par mois où un utilisateur peut faire un don par texto. Le groupe de surveillance prévient : « Un organisme de bienfaisance recevra généralement votre don plus rapidement si vous envoyez un chèque par la poste ou si vous faites un don directement à l'organisme de bienfaisance en ligne en utilisant son site Web sécurisé ».
Les escrocs peuvent également profiter des catastrophes naturelles en se faisant passer pour des organisations caritatives légitimes.